# Gare de Walbourg
Gare de Walbourg vasútállomás Franciaországban, Walbourg településen.

## Vasútvonalak
Az állomást az alábbi vasútvonalak érintik:
- Vendenheim–Wissembourg-vasútvonal
- Walbourg-Lembach-vasútvonal
- Mertzwiller-Seltz-vasútvonal

## Kapcsolódó állomások
A vasútállomáshoz az alábbi állomások vannak a legközelebb:
- Gare de Hoelschloch
- Gare de Haguenau